# 22. kongres Občanské demokratické strany
22. kongres ODS se konal 22. října 2011 v Praze, na výstavišti Letňany. 

## Dobové souvislosti a témata kongresu
Kongres se konal v době, kdy již více než rok vládla většinová pravostředová koalice ODS, TOP 09 a Věcí veřejných (vláda Petra Nečase), která se ale potýkala s prvními výraznými skandály a s vnitřní nestabilitou. Kongres nebyl volební a zaměřoval se spíše na procedurální a programové otázky. Kongres konstatoval, že prosazení reforem (důchodové, zdravotní, sociální a daňové) je nezbytnou cestou pro zlepšení stavu veřejných financí. Delegáti odsouhlasili prodloužení mandátu vedení strany o půl roku, tedy až do konce roku 2012. K tomu ale bývalý předseda poslaneckého klubu ODS Petr Tluchoř  kriticky poznamenal: „Demokracie by se krásně řídila, kdyby se stále dokola neopakovaly ty hloupé volby.“ K personálním změnám ve vedení strany nedošlo. Kongres se věnoval i evropským tématům a vyzval ke konání referenda o případném vstupu Česka do eurozóny. Rovněž označil multikulturalismus za mrtvý koncept.
Kongres neprovázely žádné ostřejší polemiky. Média citovala nejmenovaného člena olomoucké krajské organizace ODS s tím, že „Tento kongres zřejmě vstoupí do dějin ODS jako nejnudnější. Nehádáme se ani nerozpadáme a Mirek Topolánek zde promluvil jako státník.“

## Personální složení vedení ODS po kongresu
Beze změn oproti předchozímu 21. kongresu ODS